# Террануова-Браччолини
Террануова-Браччолини (итал. Terranuova Bracciolini) — коммуна в Италии, располагается в области Тоскана, в провинции Ареццо.
Население коммуны составляет 12030 человек (2008 г.), плотность населения составляет 139 чел./км². Занимает площадь 85 км². Почтовый индекс — 52028. Телефонный код — 055.
Покровителем населённого пункта считается святой Антоний Падуанский.

## Демография
Динамика населения:

## Администрация коммуны
- Официальный сайт: http://www.comune.terranuova-bracciolini.ar.it/